# Marienbrunn (Leipzig)

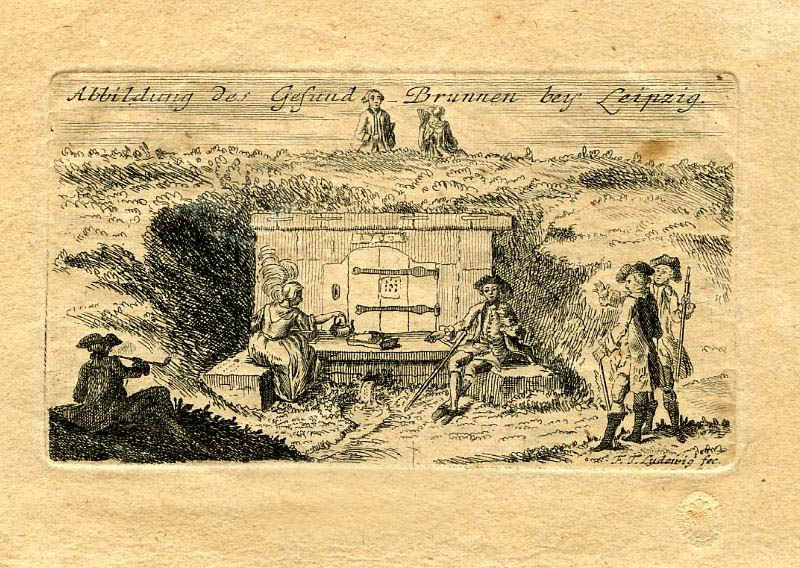
Historische Ansicht der Marienquelle (Marienbrunnen), die dem Ortsteil den Namen gab

Marienbrunn ist ein Ortsteil im Stadtbezirk Süd von Leipzig.

## Lage
Marienbrunn umfasst den nordöstlichen Teil der Gemarkung Connewitz mit der Gartenvorstadt Marienbrunn, der Siedlung Mariental sowie weiteren Siedlungsteilen und ihren Randbebauungen. Es liegt etwa 4 km in südsüdöstlicher Richtung vom Stadtzentrum Leipzigs entfernt und wird umgrenzt von der Güterzugstrecke nach Connewitz und der S-Bahn-Strecke sowie der Richard-Lehmann-Straße im Norden, von der Grenze zwischen den Gemarkungen Connewitz und Probstheida (Westgrenze des Südfriedhofs) im Osten, von der Probstheidaer Straße im Süden und von der Bahnstrecke nach Altenburg im Westen.
Seine Nachbarortsteile sind von Norden beginnend im Uhrzeigersinn Zentrum-Südost, Probstheida, Lößnig und Connewitz.
Marienbrunn ist ein reines Wohngebiet.

## Geschichte
Im Bereich des heutigen Marienbrunn befand sich im Mittelalter das Dorf Ölschwitz, das aber bereits zum Ende des 14. Jahrhunderts wüst wurde. Die verbliebene Wallfahrtskirche Zum Heiligen Kreuz verschwand nach der Reformation. Zum Ende des 15. Jahrhunderts ließ sich der Leipziger Münzmeister Andreas Funke westlich der Marienquelle an dem von dieser nach Westen fließenden Domgraben ein Gut errichten, die (alte) Funkenburg. Diese wurde um 1600 auf Anweisung der Stadt abgerissen und mit ihrem Material ein Vorwerk in der westlichen Vorstadt Leipzigs (heute Waldstraßenviertel) errichtet, das den gleichen Namen bekam. Bis ins 20. Jahrhundert war das Gelände Marienbrunns Connewitzer Flur, die landwirtschaftlich und anfangs auch durch Fischteiche genutzt wurde.
Bereits 1904/05 wurde auf dem heute zu Marienbrunn gehörenden Gelände des Gleisdreiecks Leipzig ein Bahnkraftwerk errichtet, mit dem das Reichsbahnausbesserungswerk Leipzig-Engelsdorf und Beleuchtungsanlagen der ehemals sächsischen Bahnhöfe auf Leipziger Gebiet mit Strom versorgt wurden.

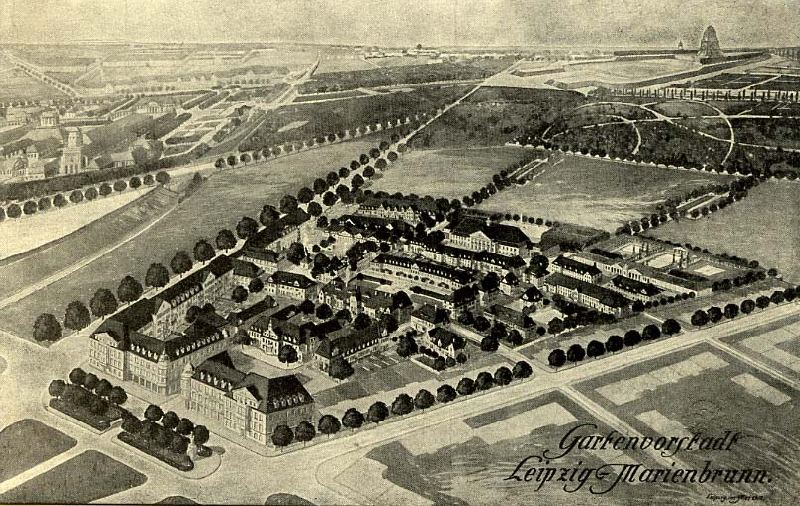
Planung von Marienbrunn auf einer Postkarte von 1912

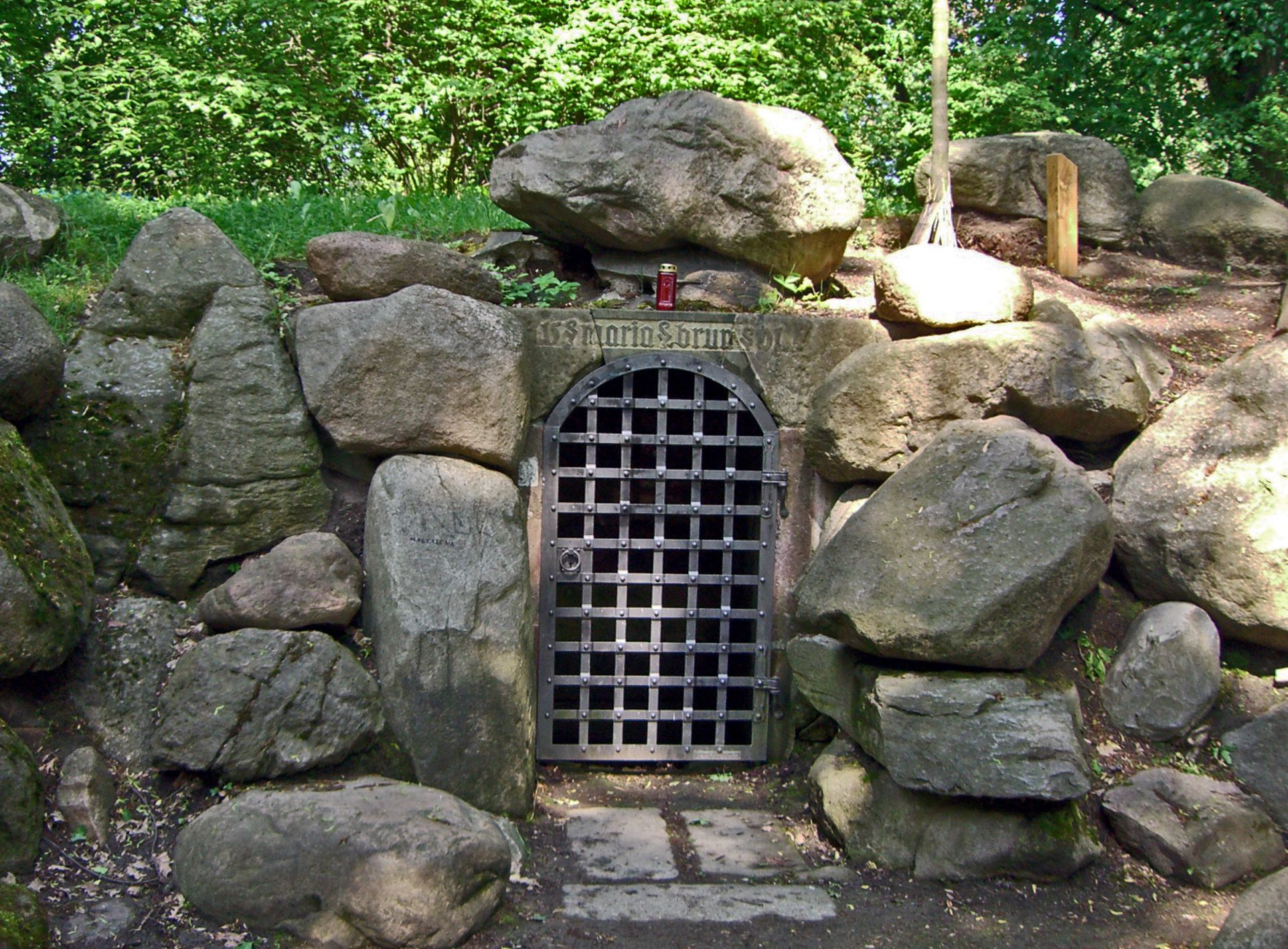
Marienquelle (2009)

1913 wurde der älteste Siedlungsteil Marienbrunns anlässlich der Internationalen Baufach-Ausstellung in der Nähe des (Alten) Messegeländes, des im selben Jahr eingeweihten Völkerschlachtdenkmals und des Marienbrunnens auf einer Fläche von rund 8,5 Hektar erbaut. Neun Architekten wurden ausgewählt, die in der Siedlung „Referenzobjekte“ für ihre Leistungen planen und jeweils einzelne Baugruppen gestalten durften, darunter Peter Dybwad, Karl Poser, Emil Franz Hänsel, Martin Herrmann und das Büro von Georg Weidenbach und Richard Tschammer. Der am Prinzip der Gartenstadt orientierte Bebauungsplan stammte von einer Baukommission, der neben dem federführenden Stadtbauinspektor Hans Strobel u. a. Richard Tschammer und Peter Dybwad angehörten. Gesellschaftspolitische Ziele und die Siedlungsstruktur orientierten sich offensichtlich an den Schriften von Camillo Sitte und Adelheid Poninska. Letzterer sind auch zwei Straßen gewidmet; der Dohnaweg nimmt Bezug auf ihren Geburtsnamen und der Arminiushof auf ihr Pseudonym. Die Kreissegment-Straßenstruktur erinnert an Ebenezer Howard, den Vordenker der modernen Gartenstadtidee.
Grüne Vorgärten, offene Strukturen, ein Park und offene Gärten prägen das Bild des ältesten Teils. Zur Siedlung gehörte neben einer Gaststätte ursprünglich auch ein Licht- und Luftbad. 62 % der entstehenden Wohnungen waren Kleinwohnungen für Ärmere. Während der Bauausstellung fuhr eine eigens angelegte Miniatureisenbahn zum Gelände, und einzelne Häuser wurden als Ausstellungsräume verwendet.
Aufgrund des Ersten Weltkriegs wurden die Pläne nicht vollständig umgesetzt. Und in der direkten Nachkriegszeit wurde mit der sogenannten „Inflationsgruppe“ nur eine kleine Reihe geschlossen. Erst ab Mitte der 1920er Jahre wurde wieder mehr gebaut.
1921 begann man nach Plänen des Stadtbaurats Carl James Bühring nördlich der Straße An der Tabaksmühle mit dem Bau einer Kleinhaussiedlung mit Einzel- und Doppelhäusern, die unter dem Eindruck der Nachkriegsinflation mit großen Selbstversorgergärten verbunden waren.

Denkmalsblick zur Zeit seiner Erbauung (Postkarte von 1913)

Turmweg zur Zeit seiner Erbauung (Postkarte von 1913)

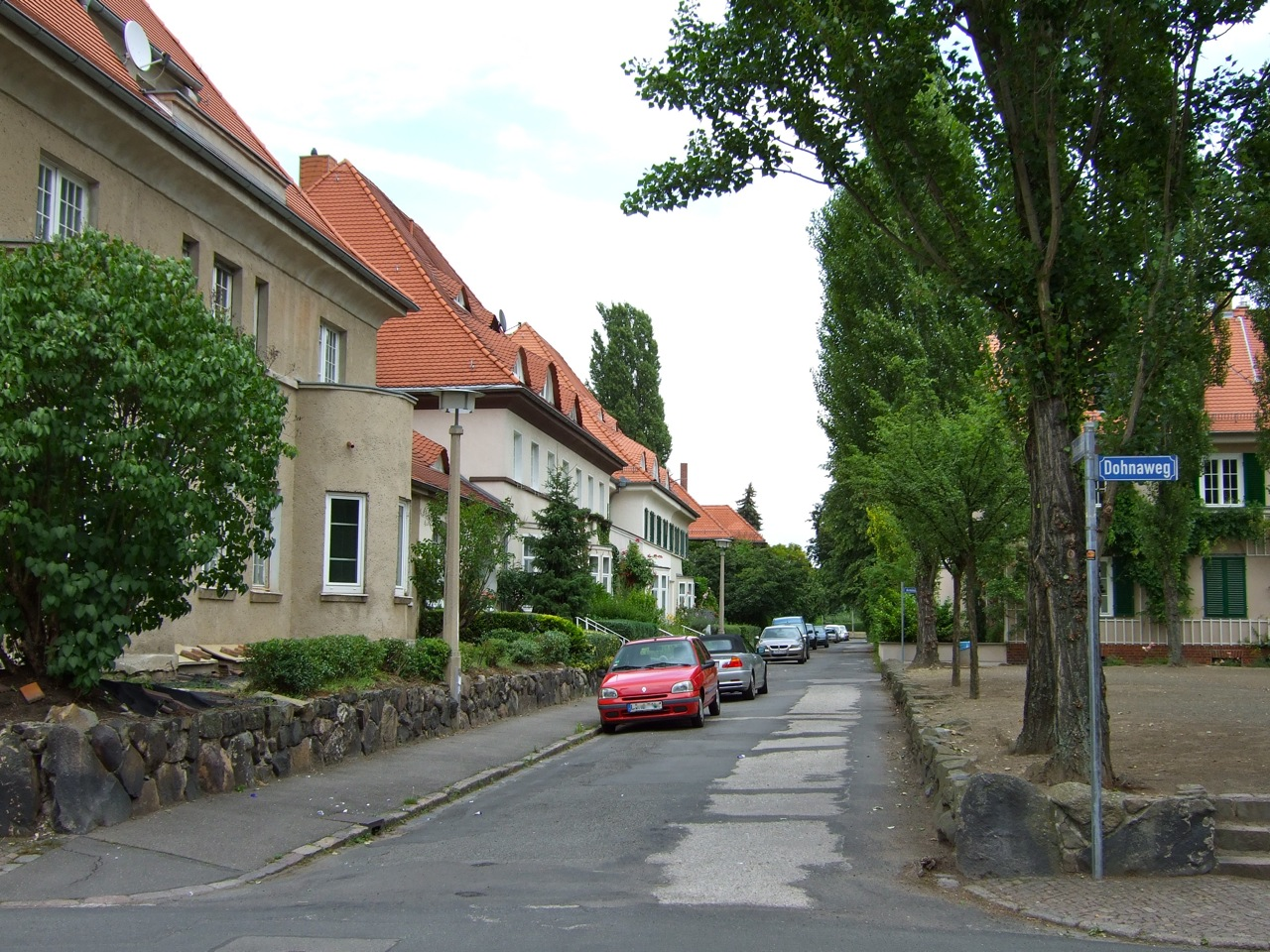
Denkmalsblick heute
(Juli 2009)

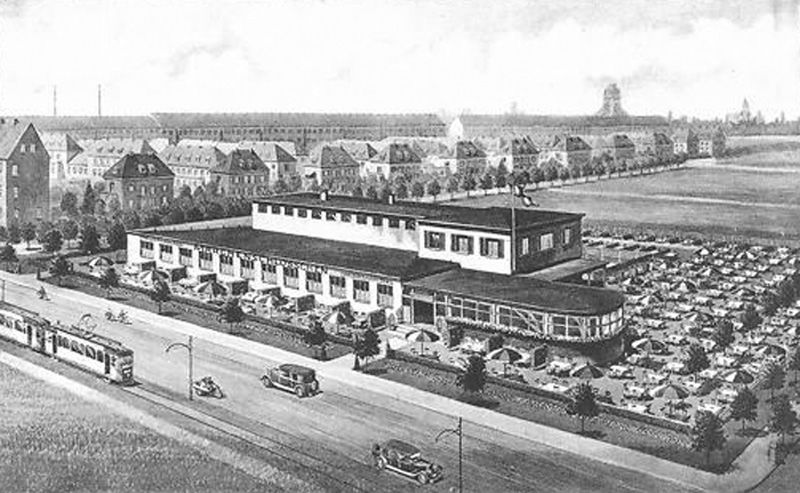
Gaststätte Märchenschlösschen (um 1935)

Ab 1927 wurde auch die südlich des Plangebietes des älteren Teils liegende Siedlung Mariental gebaut. Die Straßen besitzen alle auf Märchen bezogene Namen und münden in das sich in Ost-West-Richtung erstreckende zentrale parkähnliche Gelände der Märchenwiese, unter dem der verrohrte Trenkengraben verläuft. Der Bebauungsplan stammte vom Leipziger Stadtbaurat Hubert Ritter. Hier entstanden vor allem Einfamilienhäuser als Reihen- und Doppelhäuser. Bauträger waren hier beispielsweise die Gemeinnützige Aktiengesellschaft für Angestellten-Heimstätten (Gagfah), der Allgemeine Sächsische Siedlerverein (ASSV) und der Bauverein Kriegersiedlung Goldene Aue. Sukzessive wurde das gesamte Gebiet an der Märchenwiese bebaut, im Gegensatz zum älteren Teil fast ausschließlich mit kleinen bis mittelgroßen Einfamilienhäusern mit kleinen Gärten, die zum Teil für Gemüseanbau und Kleintierzucht genutzt wurden.
1927/28 wurde am nördlichen Ende des Lerchenrains das evangelische Gemeindehaus gebaut, das bis zur Gründung der Kirchengemeinde Leipzig-Marienbrunn im Jahre 1950 eine Tochtereinrichtung der Kirchgemeinde Connewitz war.
1930/31 errichtete die Stadt westlich der Kleinhaussiedlung An der Tabaksmühle die sogenannte Baumessesiedlung aus sieben dreigeschossigen Wohnblöcken und dem „Stahlhaus“, einem fünfgeschossigen Stahlskelettbau mit Mauerausfachung, der 30 Wohnungen mit Zentralheizung und Warmwasserversorgung enthält, dem ersten Wohnhaus dieser Art in Deutschland. In den gleichen Jahren entstanden Wohnhäuser am Lerchenrain (Marienhöhe) und am Triftweg sowie an der Märchenwiese die Ausflugsgaststätte „Märchenschlösschen“.
Letztere wurde beim Luftangriff auf Leipzig am 4. Dezember 1943 zerstört, ebenso wie einige Wohnhäuser am Hänsel- und am Rotkäppchenweg sowie an der Straße Am Bogen. In der ausgebrannten Ruine des Märchenschlösschens wurde 1957 für längere Zeit ein Postamt und eine Konsumverkaufsstelle und später ein Industriewarenladen eingerichtet. Durch Marienbrunn führte von Connewitz kommend von 1944 bis 1950 eine Trümmerbahn nach der Abraumhalde in Dösen.
Das erste größere Bauvorhaben in Marienbrunn nach dem Zweiten Weltkrieg waren elf Einfamilienhäuser an der Straße An der Tabaksmühle für Angehörige der „technischen Intelligenz“, im Volksmund „die Intelligenzhäuser“ genannt. 1966/67 wurden westlich der Zwickauer Straße sechs fünfgeschossige Wohnblöcke mit insgesamt 520 Wohnungen gebaut. Neben diesen entstanden 1973/74 zwei Punkthochhäuser mit je 132 Wohnungen, und 1980/81 folgten in Marienbrunn auch wieder neue Einfamilienhäuser am Riesenweg.
1969 erhielt Marienbrunn eine Kaufhalle. An der Arno-Nitzsche-Straße entstanden 1969/70 das Forschungs- und Verwaltungsgebäude des VEB Metall-Leichtbaukombinats und 1972/73 ein Internatsgebäude mit 920 Plätzen.
Nach 1990 erfolgten sowohl von privater als auch von öffentlicher Seite umfangreiche Sanierungen der Wohnbauten, wobei der seit 1988 für die Gartenvorstadt flächendeckende Denkmalschutz zu beachten war. Eine lange Zeit leer stehende Häuserzeile östlich der Zwickauer Straße sowie der Triftweg sind in ihrer vollen Länge rekonstruiert worden. An der Stelle der ehemaligen Gaststätte in der Gartenvorstadt entstanden 1995/96 drei im Baustil angepasste Neubaugruppen und am Platz des ehemaligen Märchenschlösschens im Jahre 2000 ein Neubau mit Serviceeinrichtungen. Ein Stahlskelett-Experimentalbau des VEB Metall-Leichtbau musste einem Discounter weichen.

## Bevölkerung
| Jahr | Einwohner |
| ---- | --------- |
| 2000 | 5.825     |
| 2005 | 5.296     |
| 2010 | 5.596     |
| 2015 | 6.073     |
| 2020 | 6.077     |
| 2024 | 6.142     |

Stand: 31.12. des jeweiligen Jahres

## Politik
Bei den Wahlen zum Sächsischen Landtag gehört Marienbrunn zum Wahlkreis Leipzig 4, bei Bundestagswahlen zum Bundestagswahlkreis Leipzig II (Wahlkreis 153).
Die Bundestagswahl 2021 führte bei einer Wahlbeteiligung von 83,1 % zu folgendem Zweitstimmenergebnis:
| Partei                | Marienbrunn | Stadt Leipzig |
| --------------------- | ----------- | ------------- |
| SPD                   | 24,8 %      | 20,9 %        |
| CDU                   | 17,4 %      | 14,0 %        |
| Bündnis 90/Die Grünen | 13,8 %      | 18,5 %        |
| Die Linke             | 13,0 %      | 13,7 %        |
| AfD                   | 11,4 %      | 13,3 %        |
| FDP                   | 10,6 %      | 10,1 %        |
| Sonstige              | 09,0 %      | 09,5 %        |

## Sehenswürdigkeiten

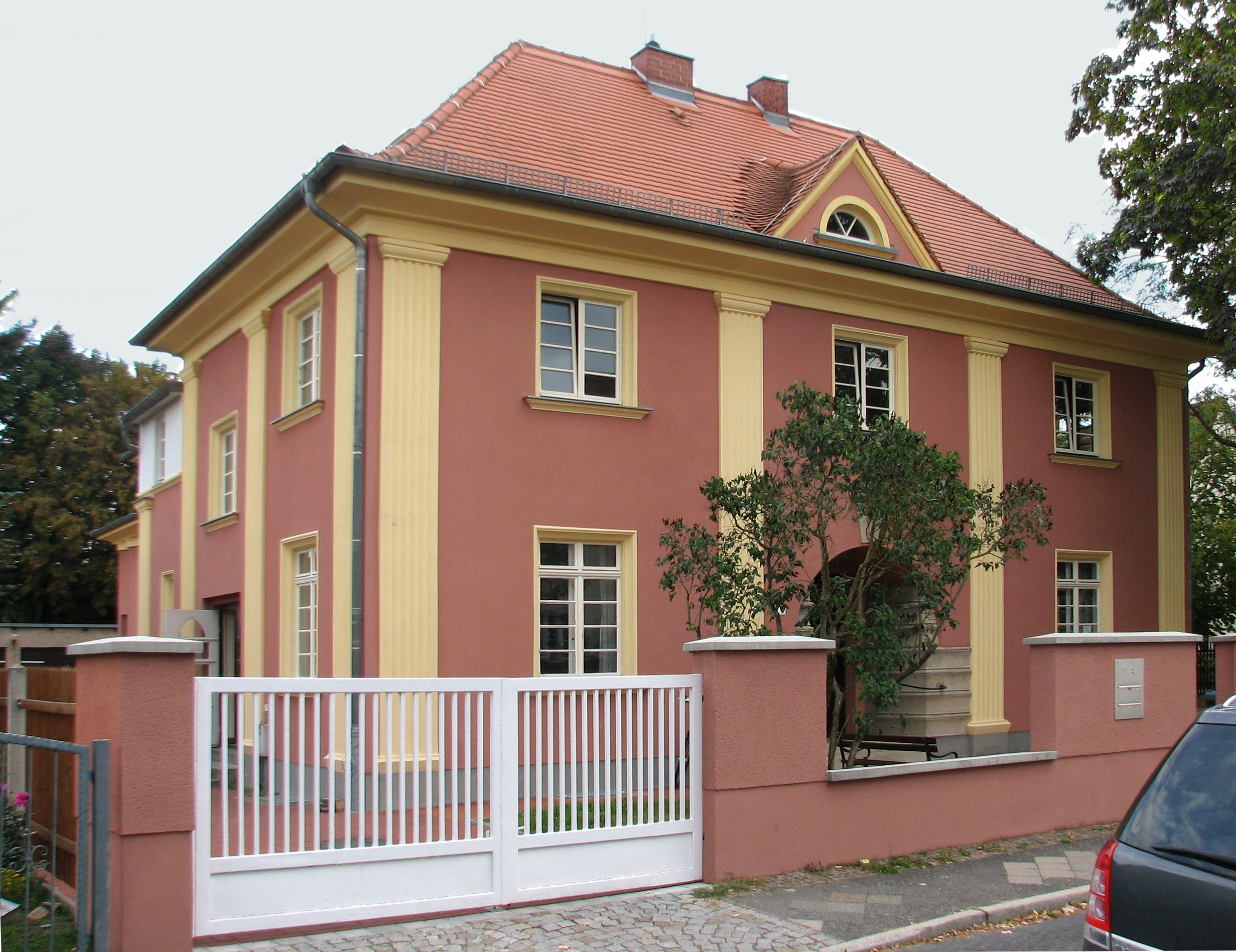
Kirche Marienbrunn (2023)

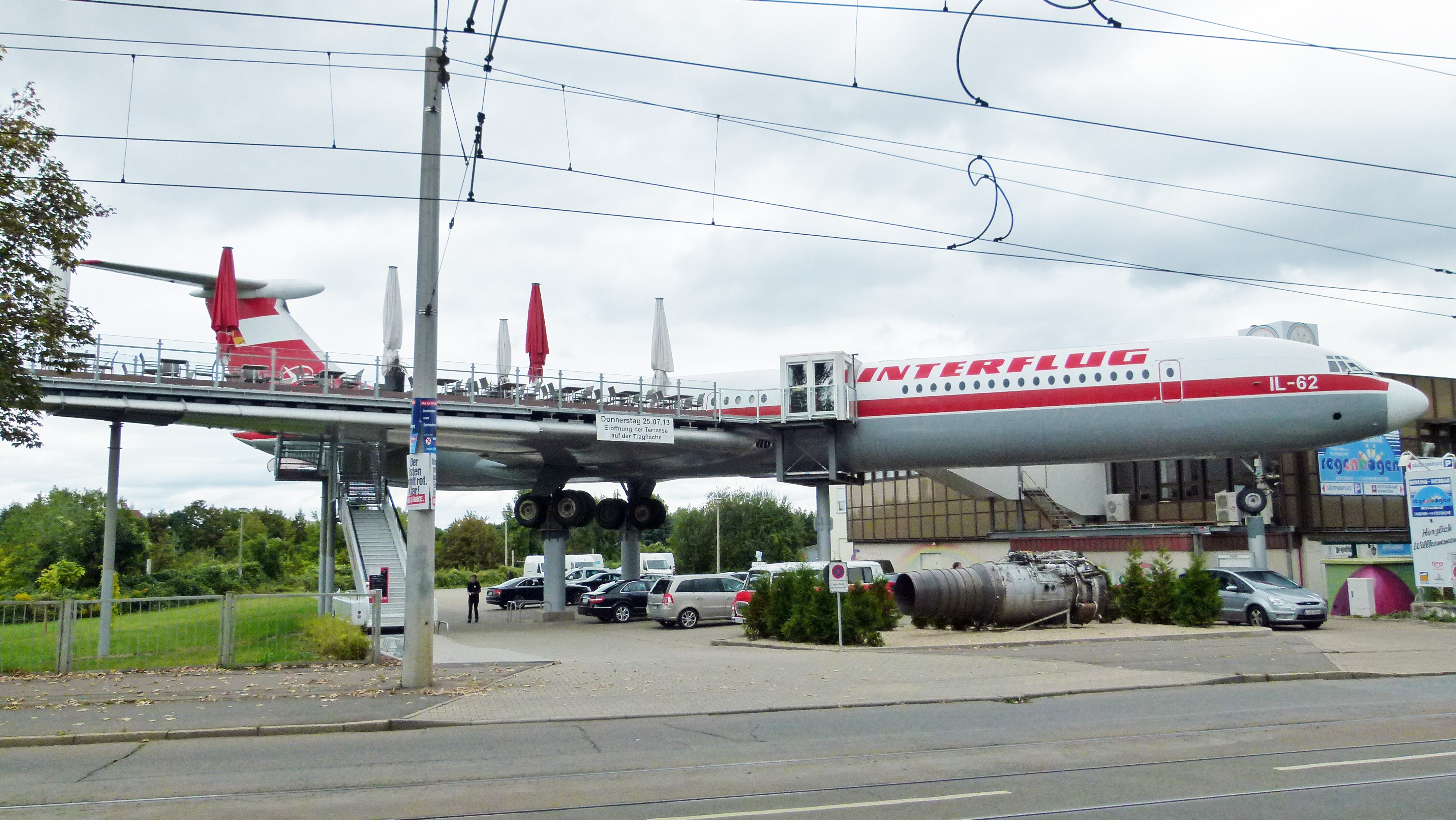
Il-62 an der Arno-Nitzsche-Straße

- Marienbrunnen

Der Marienbrunnen befindet sich im südlichen Teil des Wilhelm-Külz-Parks. Sein Name geht auf die Sage um eine Pilgerung namens Maria zurück. Am Ort der Quelle, der Marienquelle oder Marienborn, erinnert eine Steinsammlung sowie ein Eisentor an die Pilgerin. (Bild. s. o.)
- Kirche Marienbrunn

Das zweistöckige Gemeindehaus hat rückwärtig einen Kirchsaal, der für Gottesdienste und andere Veranstaltungen genutzt wird; daher die Bezeichnung Kirche Marienbrunn.
- Flugzeug Il-62

Neben der Gaststätte Regenbogen in der Arno-Nitzsche-Straße dient die Tragfläche des Flugzeugs als Freisitzfläche.
- Straßenbebauung

Der Stadtteil verfügt über eine hohe Anzahl an Wohnhäusern, die als Kulturdenkmale eingetragen sind.
- Märchenwiese

Straßen und Wege um den Park im Zentrum besitzen Märchennamen oder ehren verschiedene Märchenerzähler, wie Hans Christian Andersen.

## Infrastruktur

### Verkehr
Marienbrunn war anfangs nur über die Verbindungsstraßen Connewitz–Stötteritz und Connewitz–Probstheida zu erreichen, bevor die Connewitzer Waisenhausstraße in direkter Richtung auf die Mittelachse der Gartenstadt mit einer Holzbrücke über die Eisenbahn ausgebaut wurde. In den 1960er Jahren wurde die Holzbrücke durch einen breiteren Massivbau ersetzt und die Arno-Nitzsche-Straße (früher Waisenhausstraße) nunmehr auf die Straße An der Tabaksmühle ausgerichtet, so dass eine vierstreifige Hauptverkehrsachse in Ost-West-Richtung entstand. Von ihr zweigte die nach Süden führende Zwickauer Straße als Hauptverkehrsstraße ab. Diese und die Ost-West-Verbindung gewannen an Bedeutung als Anfang der 1970er Jahre der Durchgangsverkehr zum Neubaugebiet Lößnig hinzukam. Für diesen wurde die Zwickauer Straße mehrspurig ausgebaut.
Die Straßen innerhalb des Wohngebiets sind schmal und nur für den Anliegerverkehr ausgelegt. Höhere Wohnbauten an den Hauptverkehrsstraßen schützen das innere Wohngebiet vor Verkehrslärm.
Am 15. Juli 1931 wurde mit der Zufahrt über eine Holzbrücke von der Kaiserin-Augusta-Straße her (jetzt Richard-Lehmann-Straße) der Straßenbahnbetrieb nach Marienbrunn bis zur Endstelle An der Märchenwiese aufgenommen. Ab 1967 erfolgte der Straßenbahnverkehr nach Marienbrunn über Connewitz und die Arno-Nitzsche-Straße. 1974 wurde die Linie bis Lößnig verlängert.
Mit dem Haltepunkt Marienbrunn erhielt Marienbrunn am 12. Juli 1969 Anschluss an das Leipziger S-Bahn-Netz. Der Haltepunkt wurde Ende 2012 im Zusammenhang mit der Neuordnung der Gleisanlagen für die S-Bahn Mitteldeutschland aufgegeben.
1999/2000 wurde mit dem Bau der Brücke über die Eisenbahn im Zuge der Zwickauer Straße ein bedeutender Verkehrsanschluss Marienbrunns geschaffen. Die Linie 16 erreicht nun auf wesentlich kürzerer Strecke die Innenstadt, wobei die Linie 10 den Anschluss nach Connewitz weiter aufrechterhält. Der Autoverkehr auf der Ost-West-Verbindung (Arno-Nitzsche-Straße/An der Tabaksmühle) wurde durch die Brücke bedeutend entlastet, so dass die Straße An der Tabaksmühle im Jahre 2009 durch Fahrbahnmarkierung zugunsten des Fahrradverkehrs auf zwei Spuren reduziert werden konnte.

### Schulen

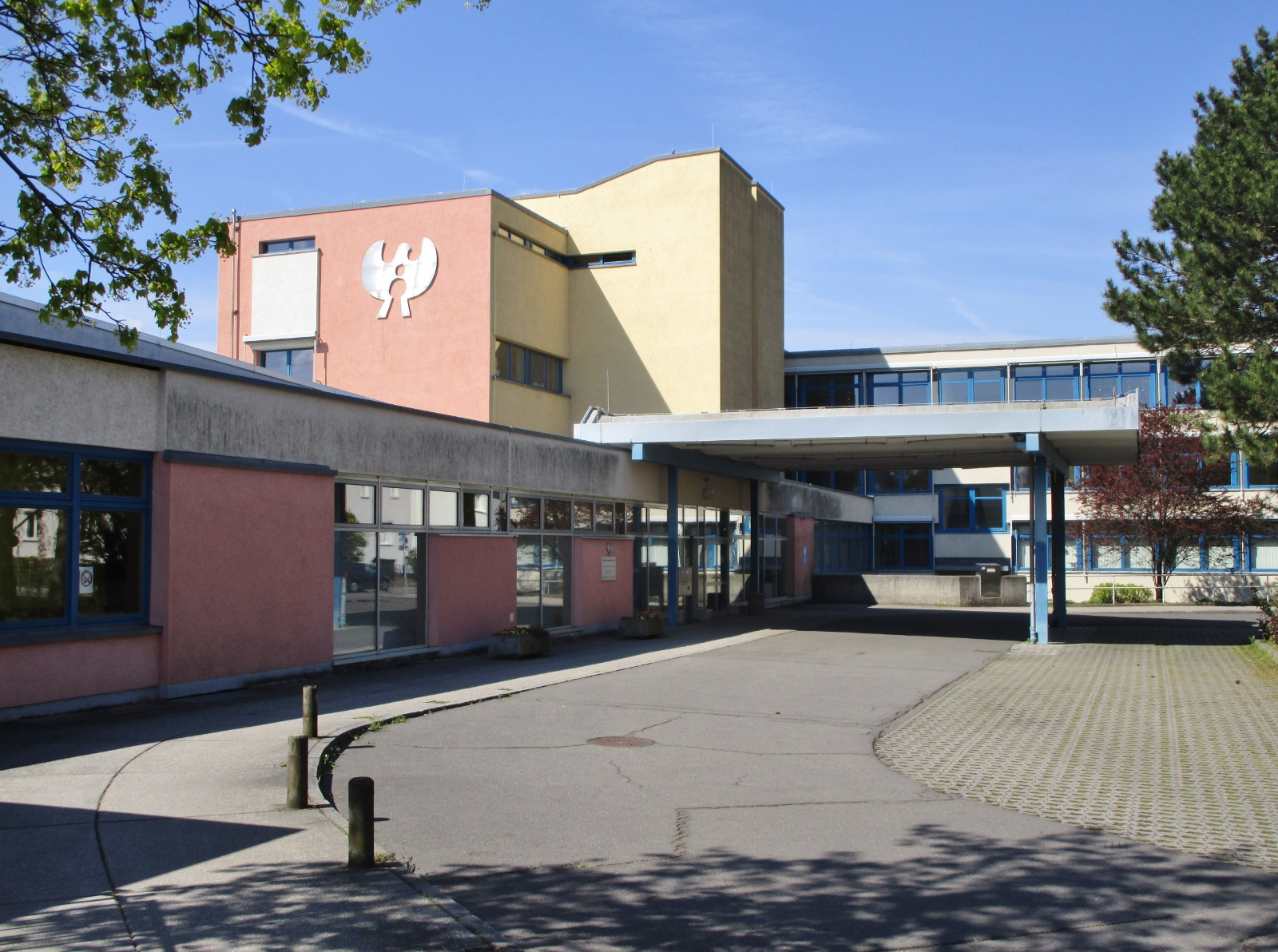
Albert-Schweitzer-Schule

Bis in die 1940er Jahre mussten die Marienbrunner Schulkinder Schulen in den Nachbarstadtteilen besuchen. 1946 wurde der Schulbetrieb in Massivbaracken an der westlichen Seite der Märchenwiese aufgenommen, die zuvor für Zwangsarbeiter der Druckereimaschinenfabrik G. E. Reinhardt in Connewitz genutzt worden waren und die durch eine Holzbaracke aus dem Zwangsarbeiterlager der Erla-Flugzeugwerke in Leipzig-Heiterblick ergänzt wurden.
Diese 63. Schule wurde 1961 in einen Schulneubau am östlichen Ende der Märchenwiese verlegt und erhielt später den Namen Ernst-Schneller-Schule. Ab 1992 hieß sie 119. Schule - Grundschule, und 2001 wurde sie in Marienbrunner Schule - Grundschule umbenannt.
Am westlichen Ende der Märchenwiese wurden in den Jahren 1981 bis 1983 Gebäude für die Albert-Schweitzer-Schule, einer Schule für Körperbehinderte, errichtet. Die Schule gliedert sich in einen Grund- und einen Oberschulteil, sowie einen Teil für Lernbehinderte und für Körperbehinderte mit Ganztagsangebot.

## Persönlichkeiten
Folgende Persönlichkeiten hatten in Marienbrunn ihren Wohnsitz:
- Konrad Hagen (1867–1925), Jurist, Mitbegründer von Marienbrunn (Konrad-Hagen-Platz) (1913–1925)
- Walter Baetke (1884–1978), Religionswissenschaftler  (bis 1978)
- Curt Fleischhack (1892–1972), Hauptdirektor der Deutschen Bücherei (1930–1972)
- Friedrich Hund (1896–1997), Professor für Physik an der Universität Leipzig (1933–1946)
- Ottmar Gerster (1897–1969), Komponist (1962–1965/66)
- Egon Bölsche (1907–1970), Musikwissenschaftler (1951–1954)
- Werner Buschnakowski (1910–1995), Kirchenmusiker (1936–1995)
- Kurt Dossin (1913–2004), Handballspieler (Kindheit und Jugend in Marienbrunn)
- Robert Lauterbach (1915–1995), Geophysiker (1950–1995)
- Karl Bock (1922–2004), Kinderarzt, Klinikdirektor (1951–2004)
- Walter Eichenberg (1922–2018), Kapellenleiter (seit 1960)
- Rolf Apreck (1928–1989), Opernsänger (1959–1989)
- Ruth Pfau (1929–2017), Ärztin, Ordensschwester
- Winfried Schrammek (1929–2017), Museologe, Musikwissenschaftler
- Werner Tübke (1929–2004), Maler (1952–1954)
- Helga Brauer (1936–1991), Schlagersängerin (1960–1991)
- Christel Bodenstein (1938–2024), Schauspielerin (1949–1955)
- Tom Pauls (* 1959), Schauspieler und Kabarettist (Kindheit in Marienbrunn)
- Kristin Otto (* 1966), Schwimmerin (Kindheit in Marienbrunn)